# صامويل بامفورد
صامويل بامفورد (28 فبراير 1788 - 13 أبريل 1872) مصلح راديكالي إنجليزي وكاتب وُلد في ميدلتون بمقاطعة لانكشر. كتب في مسألة اللهجة الإنجليزية الشمالية واستخدمها في كتابة أكثر أشعاره شهرة.

## السيرة الحياتية
كان بامفورد أحد خمسة أطفال وُلدوا لدانيال بامفورد (حائك موسلين ومعلم بدوام جزئي، ورئيس إصلاحية سالفورد لاحقًا)، وزوجته هانا. عُمد في 11 أبريل 1788 في كنيسة القديس ليونارد بميدلتون.
أصبح بامفورد نساجًا ثم عامل مستودع في مانشستر بعد أن أخرجه والده من مدرسة مانشستر للقواعد. شرع بامفورد يكتب هو نفسه الشعر بعد تعاطيه مع إلياذة هوميروس وقصائد جون ميلتون.
تزوج جميما (أو جيميما) شيبارد، في 24 يونيو 1810، في كنيسة سانت ماري وسانت دينيس وسانت جورج الجماعية في مانشستر، المعروفة الآن باسم كاتدرائية مانشستر. حصل بامفورد على وظيفة مراسل إيرادات داخلية في سومرست هاوس، في عام 1851 أو زهاء ذلك، لكن سرعان ما عاد إلى النسج. يسجل تعداد إنجلترا لعام 1861 أن صامويل، «القارئ والوكيل العام»، أقام مع جيميما في هول ستريت، مانشستر. يبدو أنهما لم ينجبا.

## الراديكالية
أدت معتقدات بامفورد السياسية الراديكالية إلى انخراطه الشديد في معارضة الحكومة البريطانية وكونه شاهدًا على العديد من الأحداث التاريخية الهامة المتعلقة بمناصرة الطبقة العاملة والتمرد الشعبي.

### اعتقالات بتهمة الخيانة
حُبس بامفورد احتياطيًا في سجن نيو بيلي في سالفورد في عام 1817، للاشتباه في الخيانة العظمى، بسبب أنشطته السياسية. أحيل منه إلى لندن حيث نظر مجلس الملكة الخاص، برئاسة اللورد سيدماوث بصفته وزيرًا للداخلية، في قضيته. أُطلق سراحه بعدما تعهد باتباع السلوك القويم في المستقبل، وسُمح له بالعودة إلى منزله الريفي في ميدلتون مع زوجته جيميما.
قاد بامفورد جماعة من ميدلتون إلى حقول القديس بيتر، في أغسطس 1819، إلى لقاء بغرض الإلحاح على إجراء إصلاح برلماني وإلغاء قوانين الذرة. شهدوا مذبحة بيترلو وقتئذاك، واعتُقل بامفورد واتُهم بالخيانة. أُدين بتهمة التحريض على أعمال شغب، على الرغم من عدم وجود دليل يظهر تورطه أو أي من مجموعته في أعمال العنف، وحُكم عليه بالسجن لمدة عام في سجن لينكولن.
كان للمذبحة أثر بالغ على بامفورد، إذ بات مقتنعًا بأن سلطة الدولة دائمًا ما تنجح في مواجهة التشدد الراديكالي. أصبح صوتًا للإصلاح الراديكالي في أعين الناس، لكن ظل معارضًا لأي حراك ينطوي على استخدام القوة. رد بامفورد على ادعاء أن جماعته السياسية قد استخدمت العنف سعيًا وراء أهدافها الإصلاحية، في مقاطع في حياة راديكالي والأيام المبكرة (1840 - 1844)، «لم يكن استخدام القوة خيارًا عندنا إلا عندما اجتمع علينا الجواسيس والمحرّضون وأتباعهم المغفلون، ممن مارسوا الإلهاء والتضليل والخيانة. تضاءلت سلطتنا الأخلاقية في أعقاب ذلك، وفقدنا مكتسبات انضمام الغوغائيين، إثر عنفهم الإجرامي، وقطع العلاقات بالأصدقاء الحقيقيين».

### الشعر والكتابات الأخرى
كتب بامفورد جُلّ قصائده باللغة الإنجليزية القياسية، ولكن لقيت تلك المكتوبة باللهجة، التي أبدت تعاطفًا مع ظروف الطبقات العاملة، رواجًا واسعًا. تُعد قصيدة مقاطع في حياة راديكالي (1840-1844) مصدرًا تاريخيًا موثوقًا لحال الطبقات العاملة في السنوات التي أعقبت معركة واترلو.
نُشرت قصيدة حديث لانكشر الجنوبية، بقلم صامويل بيمفورت، في عام 1850، في أعقاب الأولى المكتوبة بالإنجليزية القياسية، مع إضافة صفحة غلاف ثانية ومعلومات النشر باللهجة المحلية. يقول مطلع القصيدة:
رباه ما هذا الزمن الحزين،
الفطائر شحيحة، وازداد سعر الأجبان وأسماك الأنقليس،
تقودنا حكومتنا كأغنامٍ ساذجةٍ لتنهب،
استحالت ثقة الناس محض وظيفة؛
القوانين والضرائب والرسوم تقذف الرعب في قلوبنا.
لازم بامفورد اهتمامه باللهجة، إذ أعد أيضًا كتاب لهجة جنوب لانكشر في عام 1854.